# Ya nunca más
Ya nunca más è il quarto album di Luis Miguel pubblicato nel 1984.

## Descrizione
La produzione è di Jose Enrique Okamura e Luisito Rey; questo album è la colonna sonora del film omonimo.

## Tracce
1. Ya nunca más – 2:39 (testo: Luisito Rey – musica: Luisito Rey)
2. La juventud – 2:39 (testo: Rubén Amado – musica: Rubén Amado)
3. Juegos de amigos (Instrumental) – 2:30 (testo: Miguel A. Medina, Oscar Nicolini – musica: Miguel A. Medina, Oscar Nicolini)
4. Mamá, mamá – 3:07 (testo: Luisito Rey – musica: Luisito Rey)
5. Juegos de amigos – 2:41 (testo: Miguel A. Medina, Oscar Nicolini – musica: Miguel A. Medina, Oscar Nicolini)
6. La juventud (Instrumental) – 2:23 (testo: Rubén Amado – musica: Rubén Amado)
7. Ora pronobis – 3:42 (testo: Luisito Rey – musica: Luisito Rey)
8. Ya nunca más (Instrumental) – 2:38 (testo: Luisito Rey – musica: Luisito Rey)